# Makoto Teguramori
Makoto Teguramori (jap. 手倉森 誠 Teguramori Makoto; ur. 14 listopada 1967) – japoński piłkarz. Po zakończeniu kariery został trenerem piłkarskim.

## Kariera piłkarska
Od 1986 do 1995 roku występował w klubach Kashima Antlers i NEC Yamagata.

## Kariera trenerska
Po zakończeniu piłkarskiej kariery pracował jako trener w Vegalta Sendai i Reprezentacja Japonii U-23 w piłce nożnej mężczyzn.